# Hermann Laurent
Paul Matthieu Hermann Laurent, més conegut com a Hermann Laurent, (Ciutat de Luxemburg, 2 de setembre de 1841 – París, 19 de febrer de 1908) fou un matemàtic francès d'origen luxemburguès. Malgrat el llarg compendi d'obres, les extensions de la sèrie de Laurent per funcions complexes no van ser nomenades en honor seu sinó de Pierre Alphonse Laurent.

## Obres
- Théorie des séries, contenant 1e les règles de convergence et les propriétés fondamentales des séries, 2e l'étude et la sommation de quelques séries, 3e quelques applications de la théorie des séries au calcul des expressions transcend (en francès), 1862.
- Traité d'analyse (en francès), 1885.
- Élimination (en francès), 1900.
- Sur les principes fondamentaux de la théorie des nombres et de la géométrie (en francès), 1902.
- La Géométrie analytique générale (en francès), 1906.[2]
- Statistique mathématique (en francès), 1908.[3]